# Henri Callot
Eugène Henri Callot (La Rochelle, 20 dicembre 1875 – Parigi, 22 dicembre 1956) è stato uno schermidore francese.
Partecipò alle gare di scherma delle prime Olimpiadi moderne che si svolsero ad Atene nel 1896, nel fioretto, vincendo la medaglia d'argento.